# NK Varaždin (2012)
O Nogometni Klub Varaždin (em português: Varaždin Futebol Clube), comumente chamado de Varaždin, é um clube de futebol da Croácia que atua na cidade de Varaždin. O time está atualmente na primeira divisão nacional.

## História
O clube foi fundado em 1º de julho de 2012 na cidade de Varaždin após o NK Varaždin ter sido suspenso no meio da temporada 2011/12 da 1. HNL por dívidas financeiras.
Legalmente, ambas equipas eram consideradas separadas pela Federação Croata de Futebol até que o NK Varazdin desapareceu em 2015 depois de declarar falência, de modo que desde esse ano, o atual Varaždin é considerado seu sucessor.
Na temporada 2018/19 o time venceu a Druga HNL, conquistando assim o direito de disputar a primeira divisão em 2019-20 pela primeira vez em sua história.

## Temporadas
| Temporadas | Divisão | Campeonato | Posicão | Referência |
| ---------- | ------- | ---------- | ------- | ---------- |
| 2017/18    | 2º      | 2. HNL     | 2º      |            |
| 2018/19    | 2º      | 2. HNL     | 1º      |            |
| 2019/20    | 1º      | 1. HNL     |         |            |